# Ernst August Pribram
Ernst August Pribram (auch Přibram; * 2. Februar 1879 Prag, Österreich-Ungarn; † 14. September 1940 Chicago, in den USA Ernest A. Pribram genannt) war ein österreichischer Pathologe und Biochemiker. Er ist Mitglied der Medizinerfamilie Pribram.

## Leben
Pribram studierte Medizin an der Universität Prag und promovierte dort 1903 zum Dr. med. Danach hielt er sich zu ergänzenden Studien in Straßburg und Wien auf, bevor er nach Wien zurückkehrte. Dort war er 1907 Assistent und 1919 Inspektor und 1924 Direktor am Staatlichen Serotherapeuthischen Institut sowie nach seiner Habilitation 1911 gleichzeitig Privatdozent und ab 1915 außerordentlicher Professor für allgemeine und experimentelle Pathologie an der Universität Wien.
1925 wanderte Pribram in die USA und war dort von 1928 bis 1940 Professor für Bakteriologie und präventive Medizin an der Loyola University in Chicago sowie seit 1938 auch Pathologe am St. Elisabeth’s Hospital in Chicago.

## Schriften
- Die Bedeutung der Quellung und Entquellung für physiologische und pathologische Erscheinungen, 1910
- Der gegenwärtige Bestand der vormals Králschen Sammlung von Microorganismen, 1919
- Die wichtigsten Methoden beim Arbeiten mit Pilzen, 1924 (mit Franz Zach)
- Die wichtigsten Methoden beim Arbeiten mit Bakterien, 1925
- Klassifikation der Schizomyceten, 1933
- Versuch einer wissenschaftlichen Klassifikation der Bakterien auf botanischer Grundlage, 1933